# Simon-Henri-Adolphe de Lippe
Simon-Henri-Adolphe, comte de Lippe-Detmold (né le 25 janvier 1694; décédé le 12 octobre 1734) est un dirigeant du comté de Lippe.

## Biographie
Il est le fils de Frédéric-Adolphe de Lippe et sa femme Jeanne-Élisabeth de Nassau-Dillenbourg. Seules trois de ses sœurs ont vécu jusqu'à l'âge adulte:
- Amélie (1701-1754) abbesse de Cappel Abbaye de Lippstadt et sainte-Marie de l'Abbaye de Lemgo
- Françoise (1704-1733), mariée au comte Frédéric-Charles de Bentheim-Steinfurt
- Frédérique-Adolphine (1711-1769) mariée au comte Frédéric-Alexandre de Detmold.

Son Grand Tour sous la supervision du Lord Chamberlain en 1710, l'amène à l'Université d'Utrecht et à la cour de l'Angleterre et de France. Au cours de la guerre Austro-turque de 1716-1718, il participe à la campagne du prince Eugène de Savoie en Hongrie et Belgrade, et, plus tard, il revient via Vienne à Detmold, où il prend le pouvoir en 1718.
Simon Henri Adolphe est célèbre pour le fait que, en 1720, l'Empereur Charles VI offre de le faire Prince du Saint-Empire pour une simple somme de 4400 talers, mais Simon Henry Adolphe s'est trouvé incapable de trouver l'argent. Un manque chronique d'argent l'oblige à vendre les seigneuries de Vianen et Ameide en 1725, et de gager le château de Sternberg auprès de l'Électorat de Brunswick-Lunebourg en 1733.
Les historiens jugent qu'il aimait le faste autant que son père. Bien qu'il ait été constamment dans des difficultés financières, il dépense de l'argent comme s'il avait une source inépuisable. Maire Möller de Lippstadt exprime tout à fait une autre opinion sur 1784, à la louange de Simon Henri Adolphe pour l'amélioration de l'économie de la principauté et l'éradication de la dette, dont certaines ont été causées par la Guerre de Trente Ans, et par sa bienfaisance financée , non pas par la fiscalité et l'oppression de ses sujets, mais par l'emprunt et la vente de ses possessions néerlandaises en 1725, et par l'hypothèque de Sternberg en 1733. Selon Möller, Simon Henri Adolphe a apporté de l'équilibre à l'état de la situation financière de son comté, et il a assuré le bien-être de son pays.

## Mariage et descendance
Le 16 octobre 1719 Simon Henri Adolphe épouse Jeanne-Wilhelmine, fille du prince Georges-Auguste de Nassau-Idstein. De ses onze enfants, quatre sont morts jeunes, et trois filles sont restées célibataires:
- Charles-Auguste, (3 novembre 1723 à Detmold; 16 février 1724 à Detmold)
- Charles Frédéric Simon, (31 mars 1726 à Detmold; 18 février 1727 à Detmold)
- Simon-Auguste de Lippe, (12 juin 1727 à Detmold; 1er mai 1782 à Detmold)
- Frédéric Adolphe (30 août 1728 à Detmold; 8 août 1729 à Detmold)
- Louis Henri Adolphe (7 mars 1732 à Detmold; 31 août 1800 à Lemgo) marié d'abord en 1767 Anne de Hesse-Philippsthal-Barchfeld (14 décembre 1735; 7 janvier 1785), fille du landgrave Guillaume de Hesse-Philippsthal-Barchfeldet marié en secondes noces, en 1786 avec Louise d'Isenburg-Büdingen-Birstein (10 décembre 1764; 24 septembre 1844)
- Émile George (12 mars 1733 à Detmold; 8 juillet 1733 à Detmold)
- Auguste Guillaume Ernest Albert (11 janvier 1735 à Detmold; 23 janvier 1791 à Frein) marié, en 1773, la comtesse Wilhelmine de Trotha (14 février 1740; 26 février 1793)
- Élisabeth Henriette Amélie (10 février 1721 à Detmold, 19 janvier 1793 à Frein), abbesse de l'Abbaye de Lippstadt et sainte-Marie de l'Abbaye de Lemgo en 1751
- Louise Frédérique (né le 3 octobre 1722 à Detmold; 3 novembre 1777 à Frein)
- Henriette Auguste (26 mars 1725 à Detmold; 5 août 1777 à Norbourg) mariée le 19 juin 1745 au duc Frédéric de Schleswig-Holstein-Sonderbourg-Glücksbourg (1er avril 1701; 27 novembre 1766), petit-fils de Christian de Saxe-Eisenberg
- Charlotte Clémentine, abbesse, (11 novembre 1730 à Detmold; 18 mai 1804 au château de Frein)